# Нигерский альянс за демократию и прогресс
Нигерский альянс за демократию и прогресс (фр. Alliance nigérienne pour la démocratie et le progrès) — политическая партия в Нигере, основанная в 1992 году Мумуни Адаму Джермакойе.

## История

### XX век
Мумуни Адаму Джермакойе был лидером одной из двух основных фракций, возникших в Национальном движении за общество развития в 1991 году. Он был членом этнической группы джерма, которая ранее доминировала в партии, но лидер соперничающей фракции Мамаду Танджа был избран президентом Национального движения за общество развития в ноябре 1991 года при поддержке других этнических групп. После этого Джермакойе отделился от движения и сформировал Клуб друзей Мумуни Адаму Джермакойя, который впоследствии стал Нигерского альянса за демократию и прогресс.
Джермакойе был кандидатом от партии на президентских выборах 1993 года и занял четвёртое место с 15,24 % голосов в 1-м туре. Во 2-м туре Нигерский альянс за демократию и прогресс как часть коалиции Альянс сил за перемены, поддержал занявшего второе место кандидата Махамана Усмана из Демократической и социальной конвенции, и Усман одержал победу над Мамаду Танджой от Национального движения за общество развития. Нигерский альянс за демократию и прогресс сформировал часть парламентского большинства Альянса сил за перемены после парламентских выборов 1993 года, на которых партия получила 11 мест, а Джермакойе стал президентом Национального собрания. При этом отделение Нигерского альянса за демократию и прогресс от Национального движения за общество развития рассматривалось как решающее в обеспечении победы оппозиции.
Большинство Альянса сил за перемены, включая Нигерский альянс за демократию и прогресс, продержалось до тех пор, пока Партия за демократию и социализм Нигера не вышла из правящего альянса в сентябре 1994 года, что привело к досрочным парламентским выборам в январе 1995 года, на которых Альянс сил за перемены уступила оппозиционной коалиции, в основном состоящей из Национального движения за общество развития и Партии за демократию и социализм Нигера. При этом партия получила 9 мест и осталась с Альянсом сил за перемены в оппозиции.
После военного переворота в январе 1996 года. Джермакойе снова безуспешно баллотировался в президенты в качестве кандидата от партии на выборах в июле 1996 года, заняв пятое место с 4,77 % голосов. После победы Ибрагима Баре Маинассара партия признала и поддержала его. На парламентских выборах в ноябре 1996 года, бойкотированных оппозицией, партия получила 8 мест, став второй по величине партией в Национальном собрании. В начале 1998 года партия присоединилась к пропрезидентскому альянсу трёх партий — Альянсу демократических и социальных сил, однако уже 28 апреля 1998 года Джермакойе объявил, что партия расходится с Маинассарой, утверждая, что последний «унизил и маргинализировал» партию.
После переворота в апреле 1999 года, в ходе которого Майнассара был убит, Джермакойе стал кандидатом в президенты от партии на всеобщих выборах в октябре, заняв пятое место с 7,73 % голосов, в то время как партия получила 4 места на парламентских выборах. Во 2-м туре президентских выборов Джермакойе поддержал кандидата от Партии за демократию и социализм Махамаду Иссуфу, но Иссуфу потерпел поражение от кандидата от Национального движения за общество развития Мамаду Танджа. После выборов партия перешла в оппозицию и присоединилась к той же парламентской группе, что и Объединение за демократию и прогресс.

### XXI век
В июле 2002 года Нигерский альянс за демократию и прогресс вышел из оппозиционного Координационного комитета демократических сил и присоединился к коалиции парламентского большинства, Альянсу демократических сил. Джермакойе вошёл в правительство в качестве государственного министра в ноябре 2002 года и занимал эту должность до декабря 2004 года.
19 сентября 2004 года на третьем внеочередном съезде партии Джермакойе был снова выбран партией в качестве кандидата в президенты на всеобщих выборах, на которых он получил 6 % голосов, заняв пятое место. Подобно трём другим партиям, чьи кандидаты были выбиты в первом туре, партия поддержала Мамаду Танджу во 2-м туре. На парламентских выборах партия получила 5,44 % голосов избирателей и 5 из 113 мест.
Джермакойе умер в июне 2009 года. Партия входила в альянс «Координация сил за демократию и республику», бойкотировавший парламентские выборы 2009 года.
Брат Джермакойе Мусса Мумуни Джермакойе, вышедший в отставку из армии, был избран президентом партии на внеочередном партийном съезде 20 июня 2010 года. После свержения президента Танджи в результате переворота 2010 года партия приняла участие во всеобщих выборах 2011 года. Мусса Мумуни Джермакойе баллотировался в качестве кандидата в президенты от партии, получив 4 % голосов и заняв шестое место из десяти кандидатов, в то время как партия получила 8 мест в Национальном собрании.
Партия не выдвигала кандидата на президентских выборах 2016 года, поддержав кандидатуру действующего президента Махамаду Иссуфу в 1-м туре голосования. На парламентских выборах партийное представительство сократилось до 4 мест в Национальном собрании. На выборах 2020 года кандидат в президенты от партии Мусса Ассан Баразе занял 8-е место, а представительство в парламенте сократилось до 3 депутатских мест.